# Harry Watson (ishockeyspelare)
Harold Ellis "Moose" Watson, född 14 juli 1898 i St. John's, Newfoundland, död 11 september 1957 i London, Ontario, var en kanadensisk amatörishockeyspelare.

## Karriär
Harry Watson spelade för Toronto-klubbarna Toronto Aura Lee, Toronto Dentals, Toronto Granites, Parkdale Canoe Club, Toronto Marlboros och Toronto Nationals i Ontario Hockey Association från säsongen 1916–17 till och med säsongen 1931–32.
Säsongerna 1921–22 och 1922–23 vann Watson Allan Cup med Toronto Granites. 1924 representerade Toronto Granites Kanada under de Olympiska vinterspelen i Chamonix, Frankrike, där laget spelade hem guldmedaljen. Watson gjorde 36 mål på fem matcher i turneringen.
1962 valdes Harry Watson in i Hockey Hall of Fame.

## Statistik
Trä. = Träningsmatcher
| 1916–17          | Toronto Aura Lee    | OHA-Sr.          | 8  | 18 | 0  | 18  | – | –  | –  | – | –  | – |
| 1917–18          |                     |                  |    |    |    |     |   |    |    |   |    |   |
| 1918–19          | Toronto Dentals     | OHA-Sr.          | –  | –  | –  | –   | – | 1  | 1  | 0 | 1  | – |
| 1919–20          | Toronto Granites    | OHA-Sr.          | 8  | 17 | 4  | 21  | – | 5  | 4  | 1 | 5  | – |
|                  |                     | Allan Cup        | –  | –  | –  | –   | – | 2  | 1  | 0 | 1  | – |
| 1920–21          | Toronto Granites    | OHA-Sr.          | 9  | 10 | 4  | 14  | – | 2  | 2  | 0 | 2  | – |
| 1921–22          | Toronto Granites    | OHA-Sr.          | 10 | 18 | 4  | 22  | – | 2  | 5  | 0 | 5  | – |
|                  |                     | Allan Cup        | –  | –  | –  | –   | – | 5  | 13 | 2 | 15 | – |
| 1922–23          | Toronto Granites    | OHA-Sr.          | 12 | 21 | 4  | 25  | – | 2  | 3  | 0 | 3  | 0 |
|                  |                     | Allan Cup        | –  | –  | –  | –   | – | 6  | 11 | 4 | 15 | 2 |
| 1923–24          | Kanada              | Trä.             | 14 | 24 | 6  | 30  | – | –  | –  | – | –  | – |
| 1924             | Kanada              | OS               | 5  | 36 | 14 | 50  | 2 | –  | –  | – | –  | – |
| 1924–25          | Parkdale Canoe Club | OHA-Sr.          | 6  | 6  | 2  | 8   | – | –  | –  | – | –  | – |
| 1925–26          | Parkdale Canoe Club | OHA-Sr.          | 1  | 1  | 1  | 2   | – | 2  | 0  | 0 | 0  | – |
| 1926–27          | Parkdale Canoe Club | OHA-Sr.          | 2  | 2  | 0  | 2   | – | –  | –  | – | –  | – |
| 1927–28          | Toronto Marlboros   | OHA-Sr.          | 2  | 1  | 1  | 2   | 2 | –  | –  | – | –  | – |
| 1928–29          |                     |                  |    |    |    |     |   |    |    |   |    |   |
| 1929–30          | Toronto Nationals   | OHA-Sr.          | 1  | 0  | 0  | 0   | 0 | –  | –  | – | –  | – |
| 1930–31          | Toronto Nationals   | OHA-Sr.          | 2  | 0  | 0  | 0   | 0 | –  | –  | – | –  | – |
| OHA totalt       | OHA totalt          | OHA totalt       | 60 | 94 | 20 | 114 | 2 | 14 | 15 | 1 | 16 | 0 |
| Allan Cup totalt | Allan Cup totalt    | Allan Cup totalt | –  | –  | –  | –   | – | 13 | 25 | 6 | 31 | 1 |

Statistik från hockey-reference.com

## Meriter
- Allan Cup – 1922 och 1923 med Toronto Granites.
- OS-guld – 1924